# Vickers Limited
Vickers Limited («Виккерс») — известная британская компания, существовавшая с 1828 по 1927 годы, основными видами деятельности которой были судостроение и производство оружия. В 1927 году произошло слияние компании Vickers Limited с компанией Armstrong Whitworth с образованием новой компании Vickers-Armstrong Limited.

## История

### Ранняя история
Компания была основана в 1828 году в Шеффилде как завод по производству стали, открытый мельником Эдвардом Виккерсом и его дядей Джорджем Нэйлором на базе компании Нэйлора — Naylor & Sanderson, переименованной в Naylor Vickers & Co.
В 1854 году компания перешла к сыновьям Виккерса — Томасу и Альберту.
В 1867 году компания сменила название на Vickers, Sons & Company.

### 1887—1927

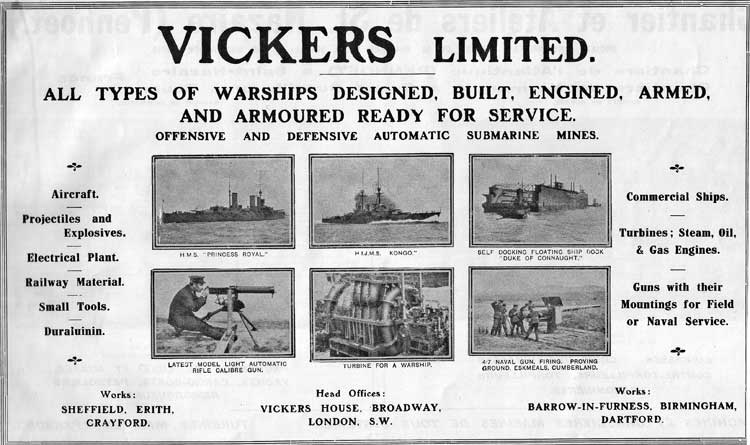
Рекламное объявление компании, 1914 год

В 1897 году компания приобрела компанию Barrow Shipbuilding Company и её дочернее подразделение Maxim Nordenfelt Guns and Ammunition Company, и сменила название на Vickers, Sons and Maxim, Limited.
В 1901 году компания приобретает права на автомобили конструкции Герберта Остина и начинает собирать их во вновь образованной компании Wolseley Motors.
В 1902 году компанией была приобретена верфь на реке Клайд у компании John Brown & Company.
В 1911 году компания меняет название на Vickers Ltd. и создает отделение (Aviation Department) по производству авиапродукции
В том же 1911 году компания приобрела контроль над компанией Whitehead & Co, основанной Робертом Уайтхедом — изобретателем торпеды.
В 1918 году компанию возглавил Дуглас Викерс, внук основателя Vickers Limited Эдварда Викерса.
В 1919 году компания приобретает и создает на её базе дочернюю компанию Metropolitan-Vickers Electrical Company, известную как Metrovick
В том же 1919 году компания приобретает компанию Metropolitan Railway Carriage занимающуюся производством железнодорожной техники и танков Mark V и переименовывает её в Metropolitan Carriage Wagon and Finance Company.
Так же в 1919 году была приобретена компания Petters Limited — производитель автомобилей и двигателей, переименованная в Vickers-Petters Limited.

### 1927: слияние с Armstrong Whitworth
В 1927 году компания дала согласие на объединение активов по производству оружия, судостроению, авиастроению и тяжелому машиностроению с компанией Armstrong Whitworth, в результате чего была образована компания Vickers-Armstrong Limited.
Слияние компаний было окончено 1 января 1928 года, при этом компания Vickers получила две трети в новой компании.
Остальные активы компании в новую компанию Vickers-Armstrong Limited не вошли:
- Wolseley Motors — производство автомобилей — было продано в 1926 году компании William Morris.
- Vickers-Petters Limited — производитель автомобилей и двигателей — была продана.
- British Lighting and Ignition Company — производитель магнето — была закрыта.
- Metropolitan Carriage Wagon and Finance Company — производитель вагонов — осталась под контролем Vickers и компании Cammell Laird. (Во время Второй мировой войны на заводах этой компании было организовано производство танков компании Vickers-Armstrong).
- Metropolitan-Vickers Company — осталась под контролем Vickers.

## Деятельность

### Судостроение
В 1897 году компания, на тот момент называвшаяся Vickers & Sons, приобрела компанию Barrow Shipbuilding Company. Верфь, ранее принадлежавшая компании Barrow Shipbuilding Company, получила название «Naval Construction Yard».
В 1927 году, после слияния с компанией Armstrong Whitworth и образования компании Vickers Armstrongs Ltd, судостроение было продолжено этой компанией.

### Дирижаблестроение
В 1911 году компанией был построен первый английский жёсткий дирижабль HMA No. 1(His Majesty’s Airship No. 1).
В 1913 году в компанию пришел работать Барнс Уоллес, который совместно с Невилом Шютом разаработал конструкцию дирижабля R100, построенного в 1930 году дочерней компанией Vickers — Airship Guarantee Company, созданной в 1923 году исключительно ради этого проекта.
В 1915 году был разработан мягкий дирижабль SS class blimp — для поиска подводных лодок, всего было построено 158 дирижаблей этого класса.
В 1916 году компания построила дирижабль HMA No. 9r.
В 1917 году были построены 4 дирижабля класса 23 class airship: 23r, 24r, 25r и 26r.
В 1920 году был построен в единственном экземпляре дирижабль R80.

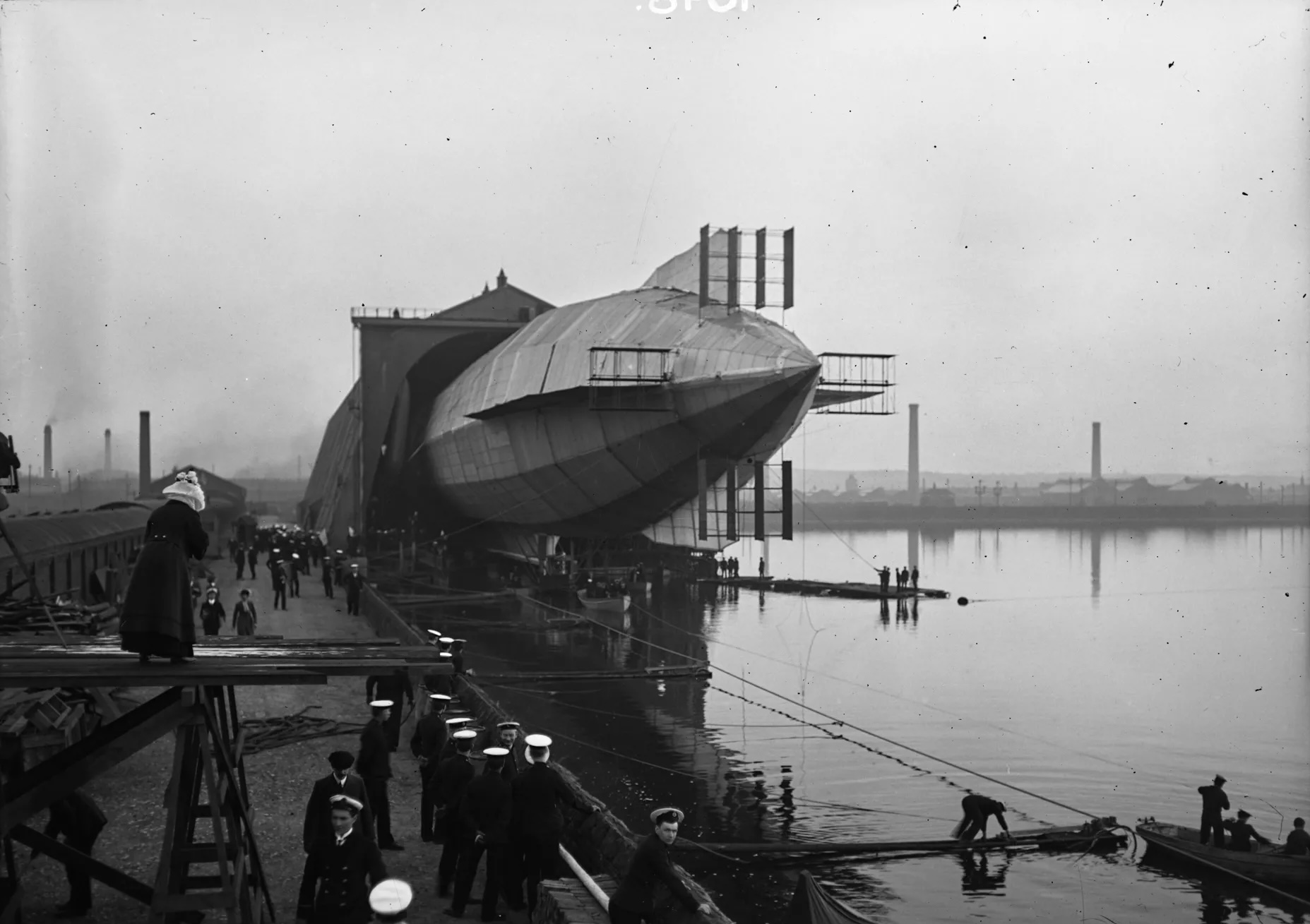
HMA No. 1 перед испытательным полетом, 24 сентября 1911 года
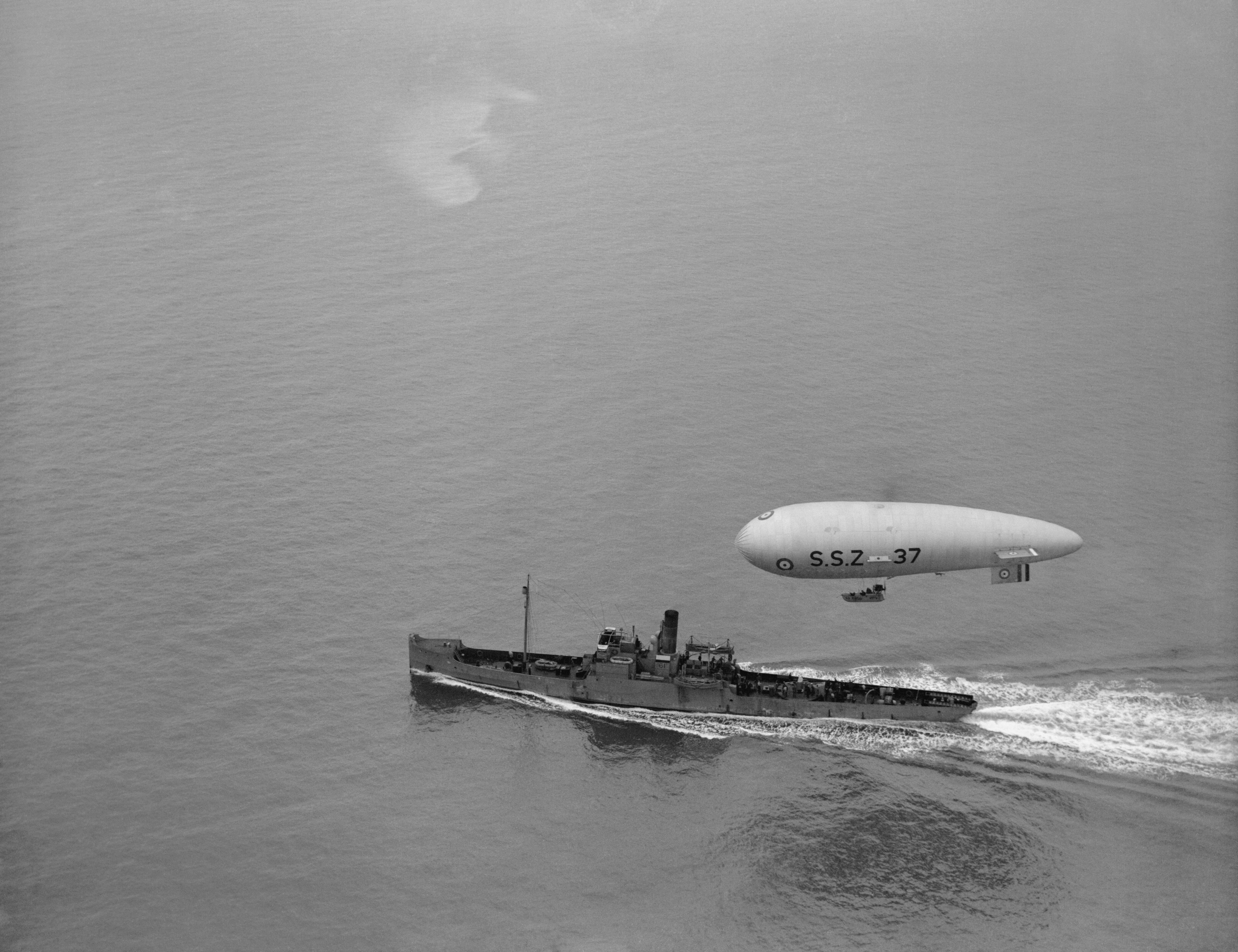
Дирижабль SS class и минный заградитель
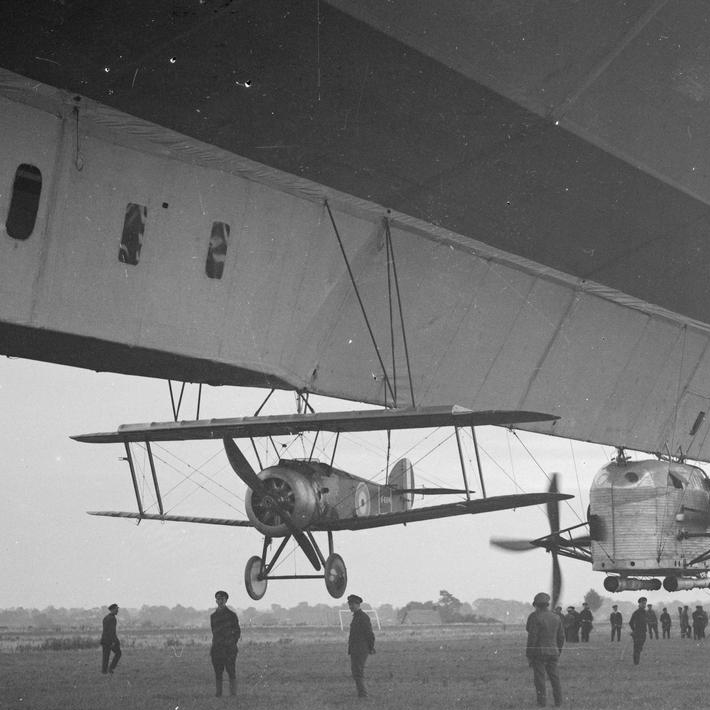
Дирижабль типа 23 с подвешенным к нему самолётом Sopwith Camel
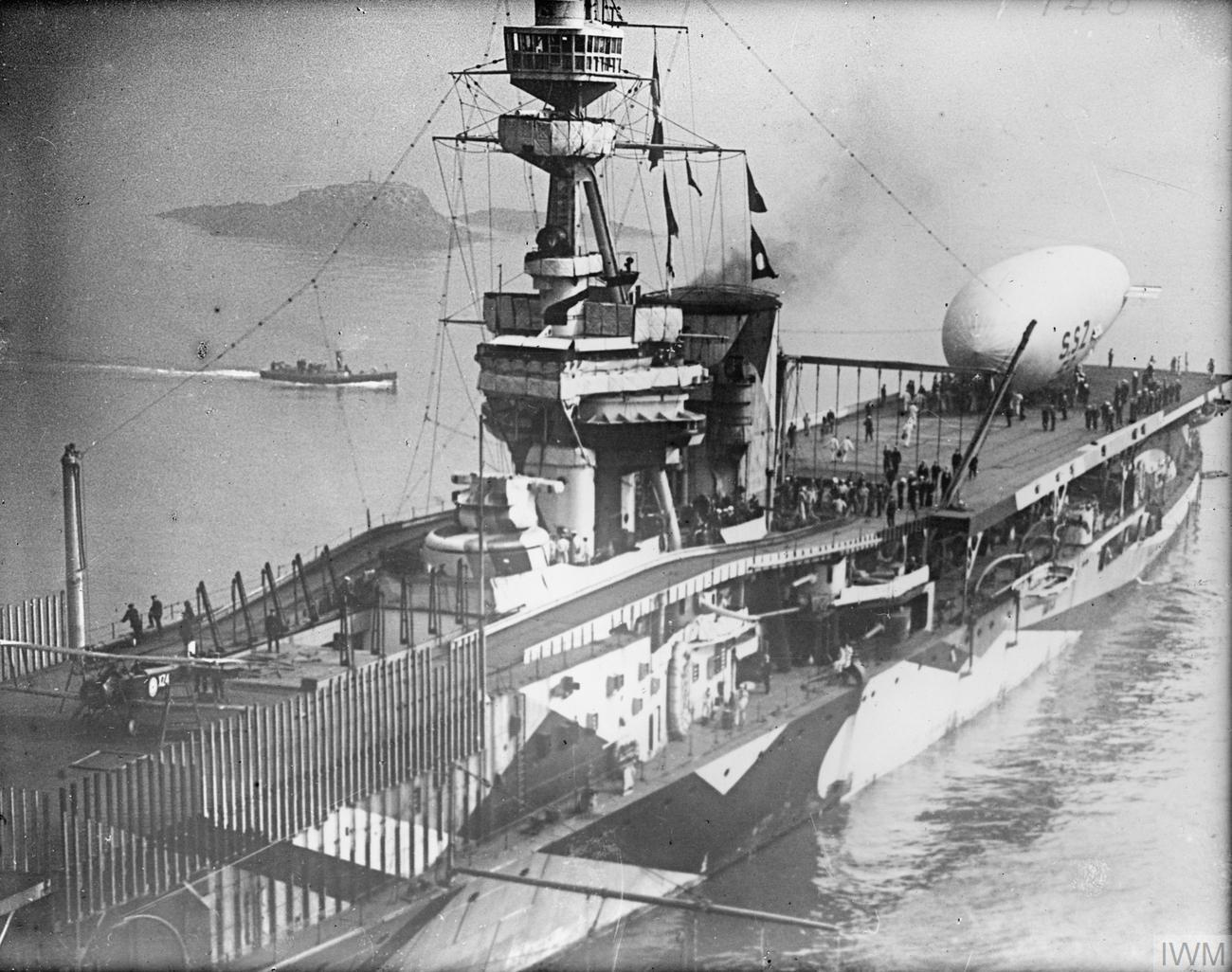
Дирижабль типа SSZ на борту авианосца HMS Furious, 1918 год

### Авиастроение

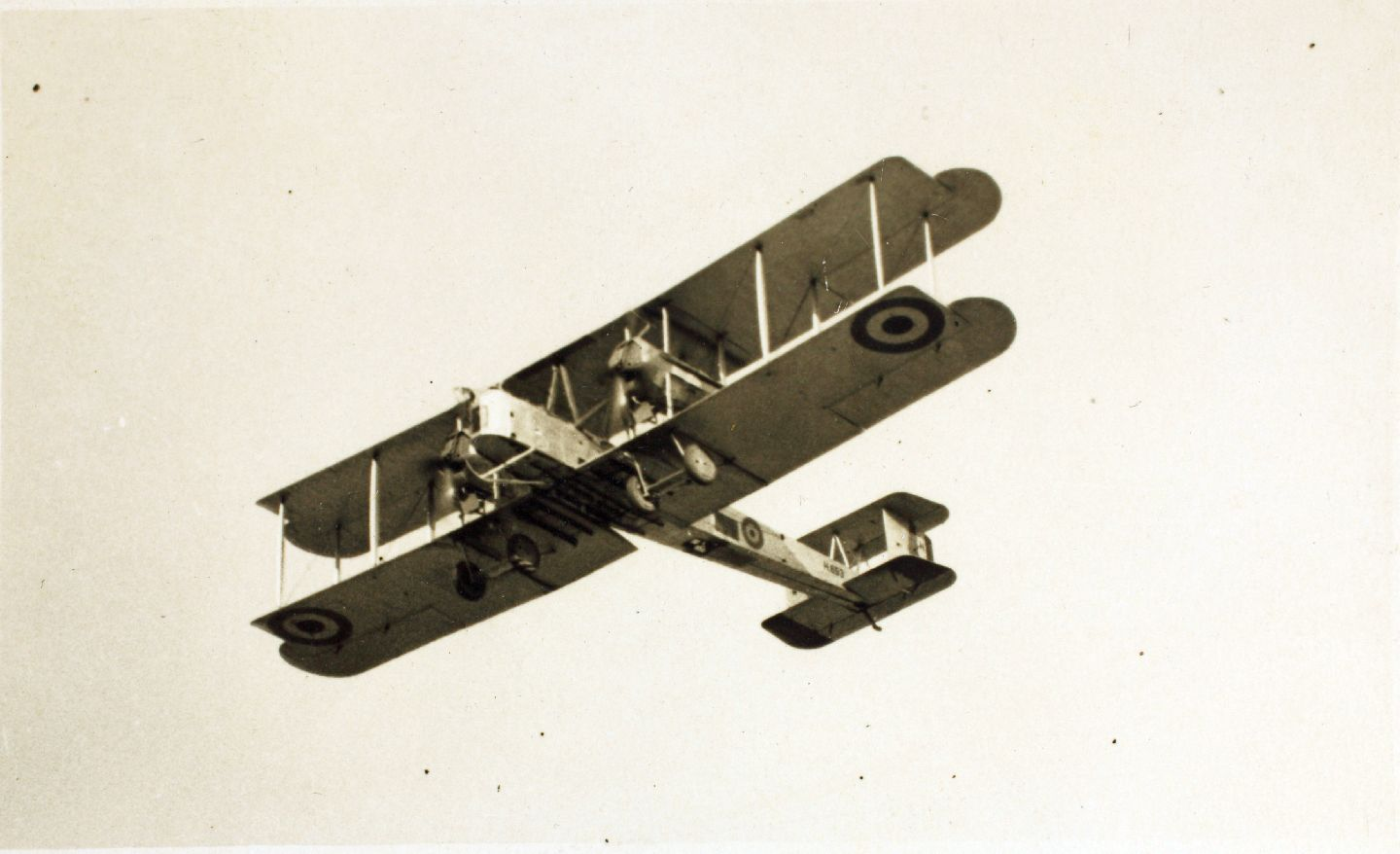
Бомбардировщик Виккерс Вими

В 1911 году было создано подразделение компании (Aviation Department), которое в 1915 году представило биплан Vickers F.B.5, известный как «Gunbus», применявшийся в годы Первой мировой войны. Всего было построено 224 биплана.
В 1917 году компанией был представлен тяжёлый бомбардировщик Виккерс Вими, который активного участия в боевых действиях принять не успел. После войны на «Вими» совершен ряд рекордных перелётов, наиболее значимые из которых — первый беспосадочный перелёт через Атлантику и перелёт из Англии в Австралию.
В 1924 году канадское подразделение компании Canadian Vickers Limited начало производство самолетов в Канаде, произведя с 1924 по 1944 год более 400 самолетов.
В 1927 году, после слияния с компанией Armstrong Whitworth и образования Vickers-Armstrongs, авиационное производство было включено в приобретенную компанию Supermarine, переименованную в Supermarine Aviation Works (Vickers) Ltd.
Авиационное подразделение Canadian Vickers Limited было в 1944 году поглощено канадской компанией Canadair.

### Вооружение
C 1887 года компания выпускала горное орудие QF 2.95 inch Mountain Gun.
С 1912 года выпускала тяжёлый пулемёт «Виккерс», также компания выпускала пулемёт Максима.
С 1912 года на заводе компании было произведено 49 морских пушек калибра 15 дюймов Mk I.
В 1922-24 годы компания выпустила более 6 тыс. пистолетов системы Люгер.
C 1923 по 1925 год компания выпустила несколько десятков танков Vickers Medium Mark I.
С 1924 года компания начала выпуск танка Vickers Medium Mark II, позже выпускавшийся компанией Vickers-Armstrong Limited.
В 1926 году компания построила в единственном экземпляре танк Vickers A1E1 Independent.

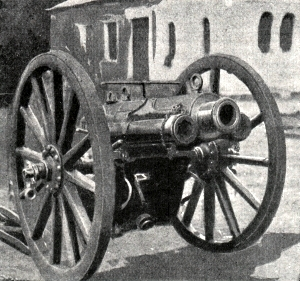
Горное орудие QF 2.95 inch Mountain Gun
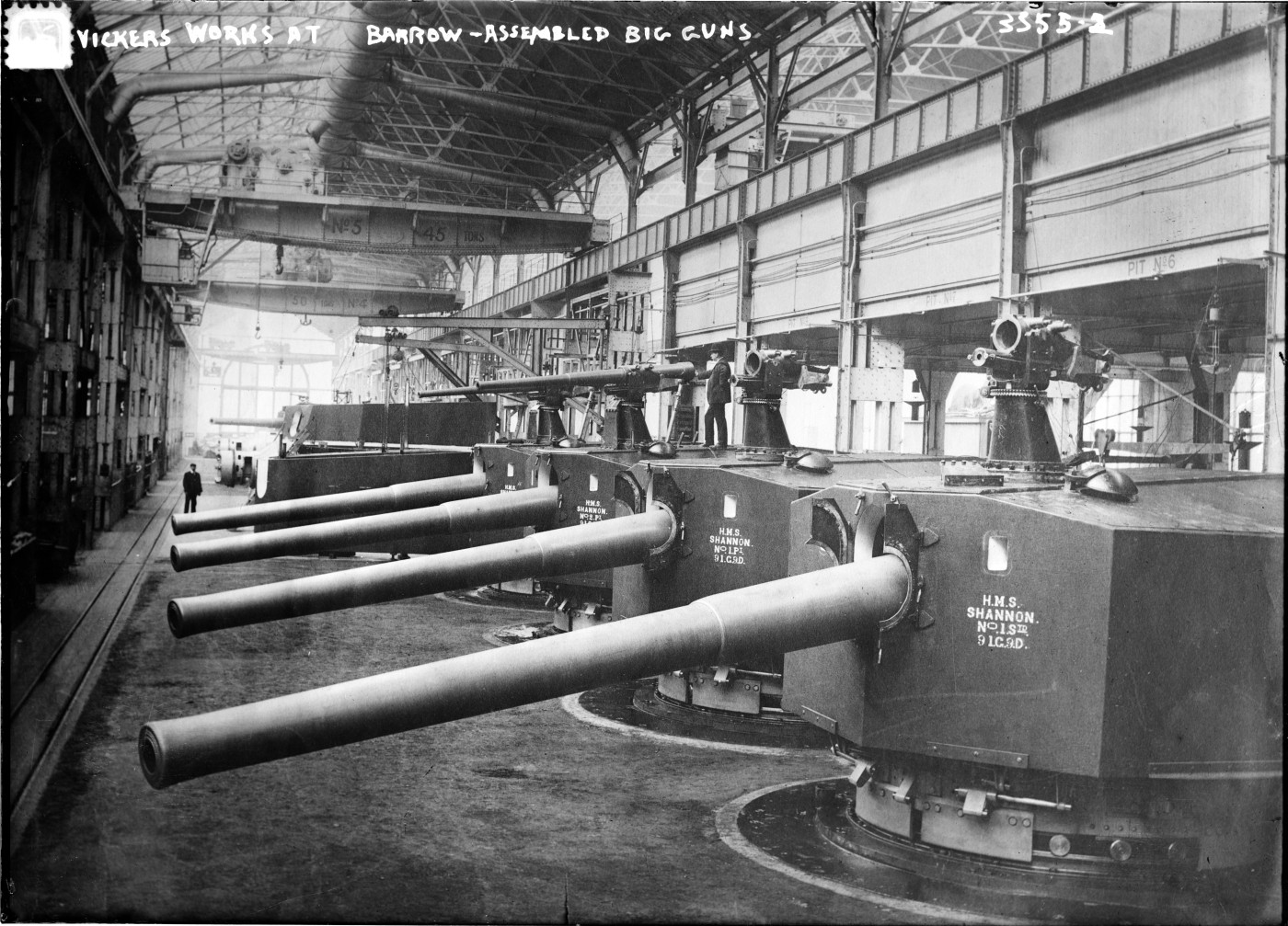
Морские орудия Mk V на заводе «Виккерс», 1906 год
Тяжёлый пулемёт «Виккерс»
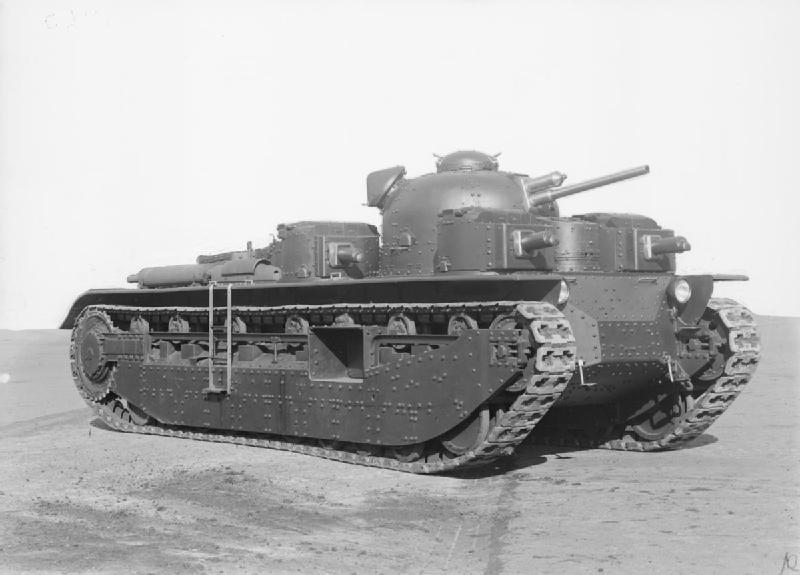
Танк Vickers A1E1 Independent